# Carol Jiani
Carol Jiani,  (Nigeria, ...), è una cantante britannica, nota per il brano Hit 'N Run Lover del 1981.

## Biografia
Nata in Nigeria, si trasferì in Canada per proseguire gli studi verso la metà degli anni 70.
Nel 1978 registrò due canzoni, If You Believe in Me e Higher and Higher usando il suo nome di battesimo. Ma Glenn LaRusso dell'etichetta Salsoul la convinse ad usare lo pseudonimo Carol Jiani perché facilmente pronunciabile dagli statunitensi. Nel 1980 produsse Hit 'N Run lover con Joe La Greca e Sandy Wilbur, brano che si piazzò al 4º posto del Dance Club Songs nel 1981, dopodiché si trasferì in Inghilterra: fu allora scritturata da Record Shack per produrre Vanity nel 1985, che fu numero 1 nella classifica Hi-NRG.
Nel 1996 rientrò in Canada per collaborare nuovamente con Joe La Greca : produssero due brani per l'album Superstar.
Continuò poi le collaborazioni con Laurent Pautrat, Ian Levine, France Joli, Chris Richards, Peter Wilson, Jimmy D. Robinson. La sua canzone più recente è Fascinated del 2021.

## Discografia

### Album in studio
- 1981 - Hit 'N Run Lover
- 1982 - Ask Me
- 1996 - Superstar

### Raccolte
- 1995 - Hit 'N Run Lover: The Best of Carlo Jiani

### EP
- 1978 - Montreal, Featuring Uchenna Ikejiani (Salsoul Records SA 8519)

### Singoli
- 1981 - Hit 'N Run Lover
- 1981 - The Woman in Me / Mercy
- 1982 - Ask Me
- 1982 - You're Gonna Lose My Love
- 1982 - X-Rated
- 1984 - Dancing in the Rain
- 1984 - Touch and Go Lover
- 1984 - Love Now Pay Later
- 1985 - Don't Leave Me This Way
- 1985 - Vanity
- 1987 - Such A Joy Honey
- 1987 - Turning My Back and Walking Away
- 1988 - Hit 'N Run Lover '88
- 1988 - Funkin' For The UK (con 3 Man Island)
- 1989 - Car Wash (con 3 Man Island)
- 1990 - It Should Have Been Me
- 1990 - No Matter Where
- 1994 - I Didn't Know
- 1995 - Come and Get Your Love
- 1995 - Superstar
- 1996 - Kiss You All Over
- 2000 - Hit 'N Run Lover 2000
- 2000 - The Queen
- 2005 - It's Raining Men
- 2006 - Hit'n Run Lover 2006
- 2007 - Somebody Else's Guy
- 2007 - Stop the Music (con Laurent Pautrat)
- 2007 - You've Changed (con Tommaso da Prato)
- 2007 - First Time I Saw You (con Jazz Voice)
- 2007 - Ask Me (con Maurizio Verbeni)
- 2007 - Keep On (con House Bros)
- 2008 - Never Knew Love (con Frank Savannah)
- 2008 - Fascinated (con Mondo)
- 2008 - Set Me Free (feat. DJ N Joy)
- 2008 - Hit 'N Run Lover (con Didier Vanelli)
- 2008 - No More Chances (con Mad'ness & Yuri Presents My Lover)
- 2008 - You Are the One (con Stan Courtois)
- 2008 - I Don't Wanna Talk About Love
- 2008 - Are You Man Enough? (duetto con Evelyn Thomas)
- 2009 - I Am What I Am
- 2009 - Fighting Fire With Fire
- 2009 - Radio Active Love (con Paul James))
- 2009 - Let Me Show You (con Viken Mardikian))
- 2010 - Broken
- 2011 - No More
- 2015 - Hold That Sucker Down
- 2018 - No More (feat. Edge Produced and Mixed by Seanzbeatz)

Come artista ospite
- 2018 - A Deeper Love (Phoenix Lord feat. Carol Jiani)
- 2019 - Who's The Diva (Sanny X feat. Carol Jiani con remixes di Paul Sawyer and The Cloudshapers)
- 2021 - Fascinated (Phoenix Lord feat. Carol Jiani)